# Tadeusz Wypych
Tadeusz Wypych (ur. 15 kwietnia 1910 w Łaganowie, zm. 20 listopada 1984 w Sieradzu) – polski oficer Wojsk Łączności, inżynier,  pułkownik ludowego Wojska Polskiego.

## Przebieg służby wojskowej
- wrzesień 1939 – udział w kampanii wrześniowej
- 1943–1945 – 1 Samodzielna Kompania Łączności 1 Dywizji Piechoty im. Tadeusza Kościuszki - szlak bojowy od Lenino do Berlina
- 1945–1953 – Kompania Łączności 1 Dywizja Piechoty i w Legionowie (brał udział w walkach z oddziałami UPA)
- 1953–1954 – Oficerska Szkoła Łączności Radiowej w Zegrzu
- 1954–1955 – komendant Kursu Doskonalenia Oficerów w Oficerskiej Szkole Łączności Radiowej w Zegrzu
- 1956–1962 – zastępca do spraw liniowych dowódcy 56 Batalionu Radiolinii w Sieradzu
- 1962–1968 – zastępca do spraw liniowych dowódcy 15 Pułku Radioliniowo-Kablowego w Sieradzu
- 1968–1971 – zastępca do spraw liniowych dowódcy 15 Brygady Radioliniowo-Kablowej w Sieradzu
- 1971 przeniesiony w stan spoczynku

## Wykształcenie
- Szkoła Handlowa na Polesiu
- 1943 – Oficerska Szkoła w Riazaniu
- 1952 – Kurs Doskonalenia Oficerów Łączności w Zegrzu
- 1960 – Liceum Ogólnokształcące dla pracujących w Sieradzu

## Awanse
- 1943 – chorąży
- 1945 – podporucznik
- 1946 – porucznik
- 1949 – kapitan
- 1952 – major
- 1955 – podpułkownik
- 1969 – pułkownik

## Odznaczenia
- Krzyż Kawalerski Orderu Odrodzenia Polski
- Krzyż Walecznych
- Złoty Krzyż Zasługi
- Srebrny Krzyż Zasługi
- Srebrny Medal „Zasłużonym na Polu Chwały” (dwukrotnie)
- Medal 10-lecia Polski Ludowej
- Medal za Warszawę 1939–1945
- Medal za Odrę, Nysę, Bałtyk
- Medal Zwycięstwa i Wolności 1945
- Złoty Medal „Siły Zbrojne w Służbie Ojczyzny”
- Srebrny Medal „Siły Zbrojne w Służbie Ojczyzny”
- Brązowy Medal „Siły Zbrojne w Służbie Ojczyzny”
- Medal „Za udział w walkach o Berlin”
- Srebrny Medal „Za Zasługi dla Obronności Kraju”
- Brązowy Medal „Za Zasługi dla Obronności Kraju”
- Odznaka Grunwaldzka
- Odznaka Kościuszkowska
- Odznaka za Zasługi dla województwa sieradzkiego
- Honorowa Odznaka Województwa Łódzkiego
- inne odznaczenia